# Toyota Urban Cruiser
Toyota Urban Cruiser – samochód osobowy typu crossover segmentu B produkowany przez japoński koncern Toyota w latach 2008 - 2014 i ponownie od 2025 roku.

## Pierwsza generacja

### Opis modelu

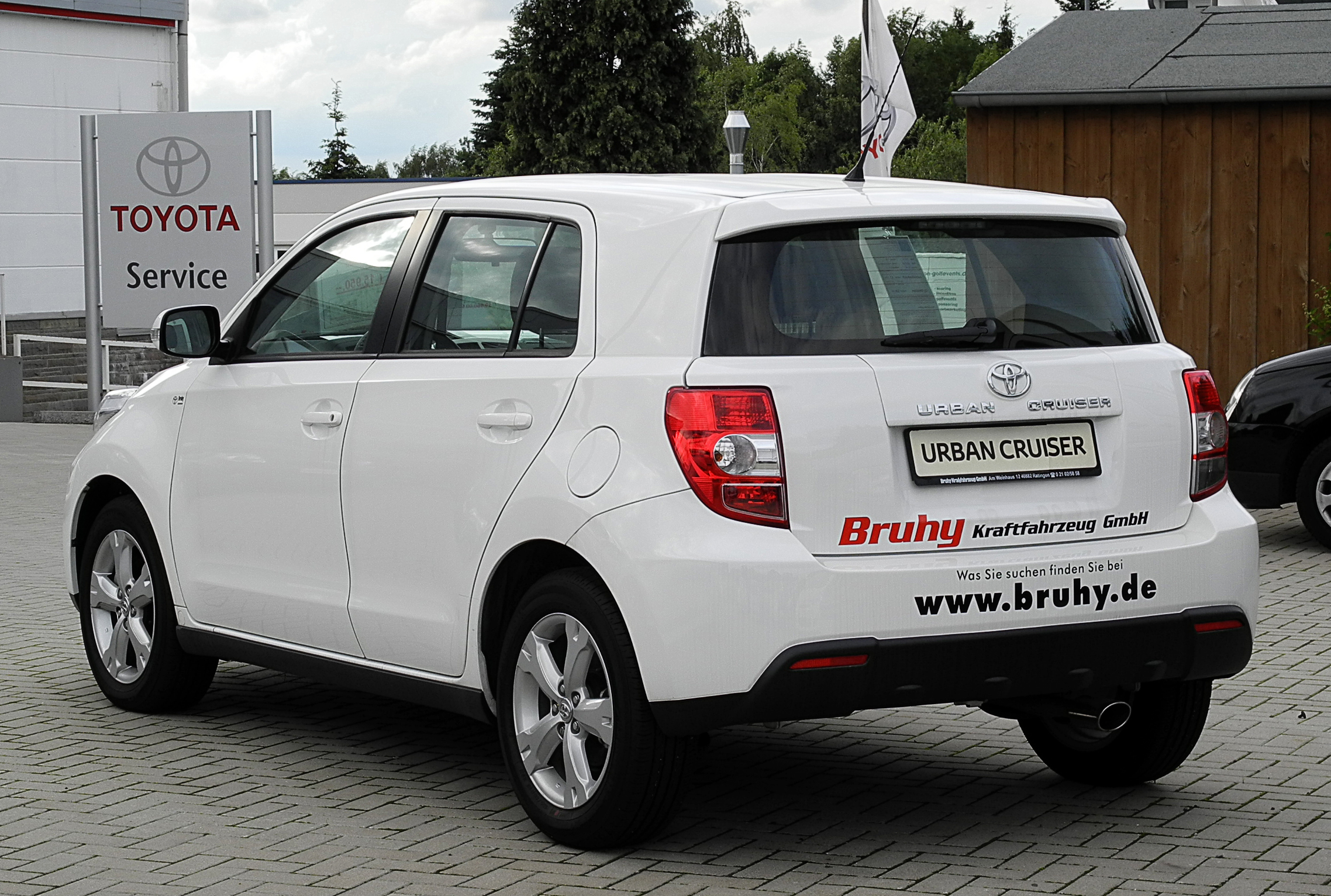
Tył Urban Cruiser

Pojazd został zaprezentowany podczas targów motoryzacyjnych w Paryżu w 2008 roku i jest on bliźniaczą wersją produkowanego w USA od 2007 roku Sciona xD. Urban Cruiser zaliczany jest do popularnego segmentu crossover i stanowi połączenie miejskiego hatchbacka i SUV-a. Największymi konkurentami Urban Cruisera są m.in. Kia Soul i Suzuki SX4. Urban Cruiser był sprzedawany w Japonii jako Toyota Ist. Model nie ma nic wspólnego z konceptem o tej samej nazwie.

### Dane techniczne
| Silnik          | Pojemność skokowa [cm3] | Moc maksymalna [KM] przy obr./min | Maks. moment obrotowy [Nm] przy obr./min | Układ i liczba cylindrów | liczba zaworów | Przyspieszenie 0-100 km/h [s] | Prędkość maks. [km/h |
| --------------- | ----------------------- | --------------------------------- | ---------------------------------------- | ------------------------ | -------------- | ----------------------------- | -------------------- |
| 1.33 VVT-i      | 1329                    | 100                               | b.d.                                     | R4                       | 16 DOHC        | b.d.                          | b.d.                 |
| 1.33 Dual VVT-i | 1329                    | 99/6000                           | 132/3800                                 | R4                       | 16 DOHC        | 12,5                          | 175                  |
| 1.5 Dual VVT-i  | b.d.                    | 100                               | b.d.                                     | R4                       | 16 DOHC        | b.d.                          | b.d.                 |

| Silnik   | Pojemność skokowa [cm3] | Moc maksymalna [KM] przy obr./min | Maks. moment obrotowy [Nm] przy obr./min | Układ i liczba cylindrów | liczba zaworów | Przyspieszenie 0-100 km/h [s] | Prędkość maks. [km/h |
| -------- | ----------------------- | --------------------------------- | ---------------------------------------- | ------------------------ | -------------- | ----------------------------- | -------------------- |
| 1.4 D-4D | 1364                    | 90/3800                           | 205/1800-2800                            | R4                       | 8 SOHC         | 11,7 - 12,5                   | 175                  |

| Silnik          | Średnie zużycie paliwa [l]/100km] | Średnie zużycie paliwa w mieście [l/100km] | Emisja CO2 [g]/km] |
| --------------- | --------------------------------- | ------------------------------------------ | ------------------ |
| 1,33 Dual VVT-i | 5,5                               | 6,6                                        | 129                |
| 1,4 D-4D 4x2    | 4,5                               | 5,3                                        | 118                |
| 1,4 D-4D 4x4    | 4,9                               | 5,8                                        | 130                |

### Wersje wyposażeniowe
- Luna
- Sol